# Wie Madame befehlen
Wie Madame befehlen ist eine US-amerikanische Stummfilmkomödie aus dem Jahr 1927 von Harry d’Abbadie d’Arrast mit Adolphe Menjou in der Hauptrolle. Das Drehbuch basiert auf einer Originalstory von Benjamin Glazer und Ernest Vajda.

## Handlung
Albert Leroux, Oberkellner in einem exklusiven Pariser Hotel, verliebt sich hoffnungslos in Elizabeth Foster, eine amerikanische Erbin. Dabei ist er überzeugt, dass sie niemals einem Kellner ihre Gunst schenken wird. Er folgt ihr in einen Winterurlaubsort in den Schweizer Alpen, gibt sich als König Boris von Lucania aus und hat ständig Angst, dass seine Identität preisgegeben wird. Als Elizabeth den vermeintlichen König kennenlernt, geben beide zu, inkognito gereist zu sein. Die Liebenden werden bei einer Rodelpartie zusammengebracht und schon bald reift die Intimität. Der Wintersport endet mit einem Kostümball auf dem Eis. In seinem brillanten Kostüm überzeugt Albert Elizabeth davon, dass er kein gewöhnlicher Sterblicher ist. 
Als Albert nach Paris zurückkehrt, erfährt Elizabeths Vater Robert Foster von seiner wahren Identität. Als Elizabeth und Robert ins Hotel kommen, wird Albert entlassen, ist aber überrascht, von den Fosters eine Mehrheitsbeteiligung am Hotel und eine Ernennung zum Manager zu erhalten.

## Hintergrund
1932 produzierte Paramount eine britische Neuverfilmung gleichen Titels unter der Regie von Alexander Korda.
Benjamin Glazer, Co-Autor der Vorlage, war zudem Produktionsleiter des Films.
Da keine Kopien der sieben Filmrollen existieren, gilt der Film als verschollen.

## Veröffentlichung
Die Premiere des Films fand am 6. August 1927 statt. 1928 kam er im Deutschen Reich und in Österreich, hier unter dem Titel Alles für die Frau, in die Kinos.